# Marcello Agnoletto
Marcello Agnoletto (* 2. leden 1932 Montebelluna, Italské království) je bývalý italský fotbalový záložník.
Za Padovu odehrál nejvíce utkání ve své kariéře. Odehrál v ní celkem 5 sezon. První zápasy v nejvyšší ligy odehrál v sezoně 1955/56. Poté působil ještě v Sampdorii a Vicenze. Od roku 1961 již působil v druholigových klubu Modena a kariéru ukončil v roce 1964 ve Viareggiu.
Za reprezentaci odehrál jedno utkání a to 11. listopadu 1956 při přátelském utkání proti Švýcarsku (1:1).

## Úspěchy

### Klubové
- 2× vítěz 2. italské ligy (1954/55, 1961/62)

### Reprezentační
- 1× na MP (1955–1960)